# ألفريدو ألكون
ألفريدو فيليكس ألكون ريسكو Alfredo Félix Alcón Riesco ؛( من مواليد بوينس آيرس، ولد في 3 مارس 1930 - وتوفي في 11 أبريل 2014) كان ممثلا ومديرا للمسرح الأرجنتيني. عمل في أكثر من أربعين فيلما مند فيلمه El amor nunca muere؛1955) .

## السيرة الذاتية
ولد ألفريدو ألكون في 3 مارس 1930، في لينيرس. عائلته لديها أصل اسباني: هاجر جده الأب من قادس، ووالدته من قشتالة. ونتيجة لذلك، كان يتحدت اللهجة الأسبانية بطلاقة، والتي ساعدته عندما كان يعمل في اسبانيا. توفي والده مبكرا بعد ولادته، وهكذا انتقلت العائلة إلى سيوداديلا، بوينس آيرس Ciudadela, Buenos Aires.
وكان من بين التأثيرات الأولى له ريتشارد الثالث من قبل ويليام شكسبير، الذي قرأه في سن الحادية عشرة.

بدأ العمل كإذاعي، معلنا أخبارا من سوق لينيرس (السوق الرئيسي للثروة الحيوانية في الأرجنتين). أول فيلم شهير له كان 1955 Love Never Dies؛ تألق مع ميرثا ليجراند. تم إخراج الفيلم من قبل لويس سيزار أمادوري. نجاح الفيلم جعله يعمل مرة أخرى في فيلم La Pícara soñadora،من إخراج إرنستو أرانسيبيا.

## روابط خارجية
- ألفريدو ألكون على موقع IMDb (الإنجليزية)
- ألفريدو ألكون على موقع قاعدة بيانات الفيلم (الإنجليزية)